# Сапротрофи
Сапротро́фи, редуценти (сапрофіти) — організми, які отримують необхідні для життєдіяльності речовини, руйнуючи залишки мертвих рослин і тварин чи відмерлі частини рослин і тварин, абсорбуючи розчинні органічні сполуки.
Оскільки сапротрофи не можуть самостійно виробляти необхідні їм сполуки, вони вважаються типом гетеротрофів. Вони включають багато грибів (решта — паразитичні, мутуалістичні або коменсалістичні симбіонти), бактерій і найпростіших.
Тварини, які живляться падаллю та екскрементами, наприклад скарабей священний, стерв'ятники, олігохети, багатоніжки, раки, соми, грифи, деякі незвичайні нефотосинтезуючі рослини також іноді називають сапротрофами, але їх точніше називати сапрофагами.